# Warunki normalne
Warunki normalne – temperatura i ciśnienie otoczenia, które stanowią rodzaj punktu odniesienia do niektórych obliczeń fizykochemicznych. W przeciwieństwie do warunków standardowych, określenie „warunki normalne” nie jest jednoznaczne i zalecane jest każdorazowe podawanie wartości, dla których to określenie zostało użyte.
Wartości określonych warunków normalnych:
- dla gazów[2]:
  - ciśnienie normalne: 101 325 Pa = 1013,25 hPa = 1 atm[2][3][1][4]
  - temperatura normalna: 273,15 K = 0 °C[2][4]
- dla obliczeń termodynamicznych[2]:
  - ciśnienie: 1 atm
  - temperatura: 25 °C
- inne użycie[1]:
  - ciśnienie otoczenia
  - temperatura pokojowa.

Warunki normalne są szczególnie często stosowane do obliczeń przemian zachodzących w fazie gazowej. Np. w obliczeniach tych, przyjęło się odnosić objętość i inne wartości funkcji stanu gazów do tych warunków. Wiele stałych występujących w rozmaitych równaniach termodynamicznych jest wyznaczana w warunkach normalnych i aby ich użyć, należy najpierw przeliczyć wartości funkcji stanu wyznaczone w warunkach danego eksperymentu do warunków normalnych. Często mówi się przy tego rodzaju obliczeniach, że sprowadza się wartości tych funkcji do warunków normalnych.
Z pojęciem warunków normalnych jest też związana temperatura normalna i ciśnienie normalne.